# Guillermo Osorno
Guillermo Osorno Covarrubias (Ciudad de México, 1963) es un escritor, periodista y editor mexicano. Es fundador de la Editorial Mapas y de las revistas Travesías y DF por Travesías. 

## Trayectoria
Osorno es licenciado en Relaciones Internacionales por El Colegio de México y maestro en Periodismo por la Universidad de Columbia. Como periodista fue reportero de investigación en el periódico Reforma, colaborador del programa Crónicas de la Ciudad en MVS Radio y The New York Times en español entre otros medios. Fungió como director de la revista Gatopardo de 2008 a 2014.
Es fundador de Horizontal, un proyecto que implica al sitio web de periodismo independiente Horizontal.mx y el Centro Horizontal, un centro cultural privado en la capital mexicana.

## Obra
- Tengo que morir todas las noches: Una crónica de los ochenta, el underground y la cultura gay (2014)

### Como editor
- ¿En qué cabeza cabe? (Mapas, 2004)
- Crónicas de otro planeta (Random House, 2008)